# Nsenga
Die Nsenga sind eine Bantu-Ethnie in Sambia, Simbabwe und Mosambik. 
Ihr Siedlungsgebiet ist das Tal des Sambesi bei der Mündung des Luangwa, wo viele Minoritäten leben und 70 Bantusprachen gesprochen werden. Es ist zudem schwierig, die Nsenga von anderen Stämmen der Gegend zu unterscheiden, da sie viele Gewohnheiten und Bräuche der benachbarten Bemba, Bisa und Lala teilen. Ihre Sprache weicht nur wenig von Tumbuka ab. Weiter nördlich sprechen sie Nyanja, wie die Chewa und Nguni dieser Gegend auch.
In Sambia leben 427.000, in Simbabwe 16.100 und in Mosambik 141.000 Nsenga. 
Geschichtlich existiert nur die allgemeine Tradierung, sie seien um Christi Geburt aus Zentralafrika zugewandert.
Der 2015 gewählte sambische Präsident Edgar Lungu gehört den Nsenga an. 